# 彈子鎖
彈子鎖(Pin Tumbler Lock)，亦稱彈珠鎖、珠鎖、鎖簧鎖或銷栓鎖、A级锁，是其中一種最常見的鎖具結構。原理是使用多個不同高度的圓柱形零件（稱為鎖簧、彈子或珠），鎖住鎖芯。當放入正確的鑰匙，各鎖簧被推至相同的高度，鎖芯便被放開。

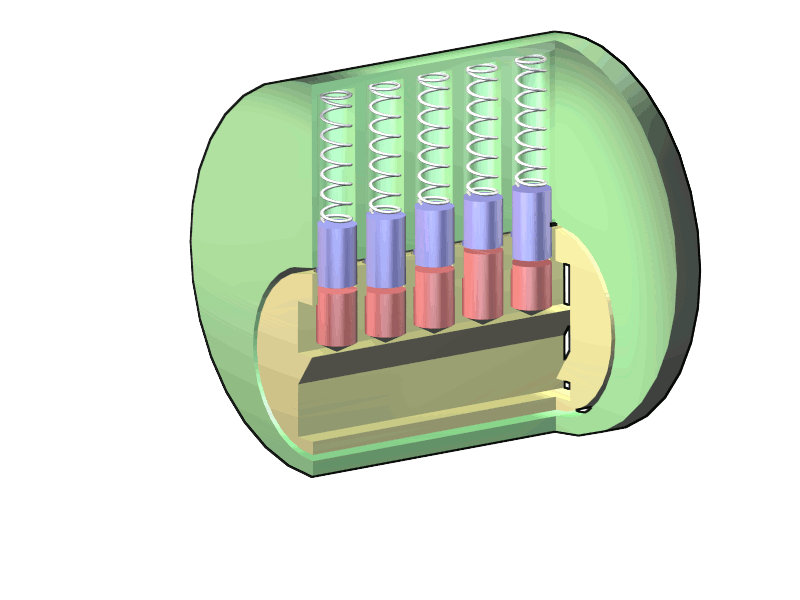
未放入鑰匙的時候，鎖內的藍色的平頭彈子(driver pins，亦稱上鎖簧或上珠)往下推，令鎖芯(plug)不能轉動

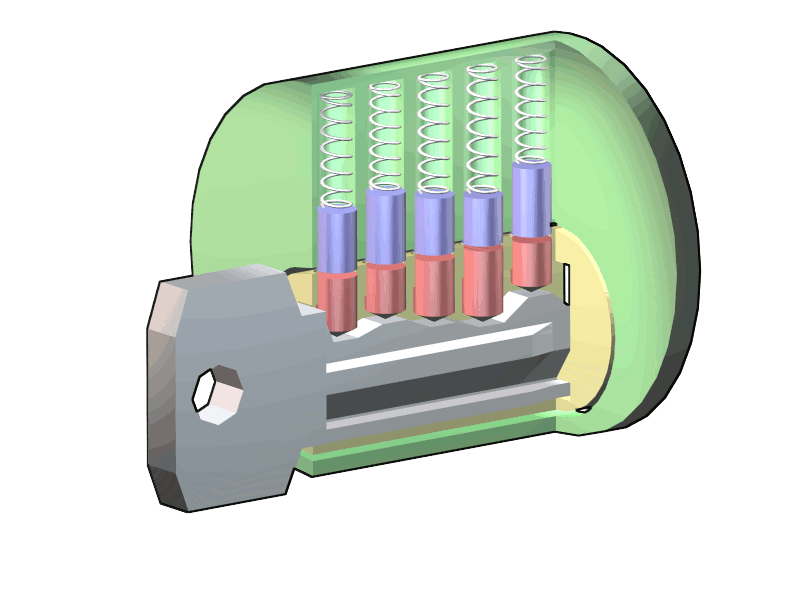
放入正確的鑰匙，藍色的平頭彈子、紅色的下彈子(key pins, 亦稱下鎖簧或下珠)之間的空位成一直線，與黃色的鎖芯對齊。

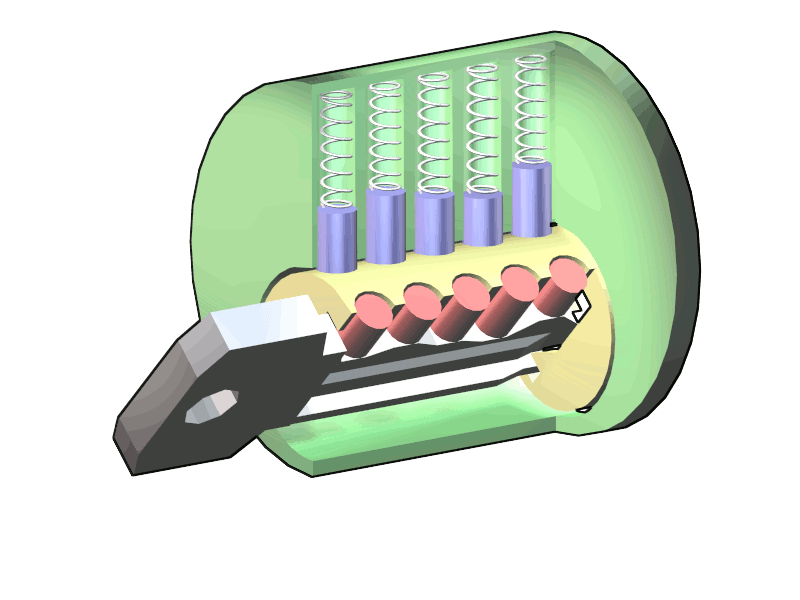
當彈子之間的空位與轉線對齊，黃色的鎖芯便可轉動

## 歷史
彈子鎖的歷史可追溯至约公元前2000年的古埃及。當時的人把木製的柱裝在門上，以一水平放置的門拴頷在柱的上方。門栓上有一系列的凹凸位，裝有鎖簧。使用特定的鑰匙把鎖簧向上推，便可以打開門栓。
1848年，老奈納斯·耶魯(Linus Yale, Sr.)發明了圓柱狀彈子鎖，並成功申請專利。他的兒子小奈納斯·耶魯(Linus Yale, Jr)將之加以改良，在1861年得到新的專利。小奈納斯·耶魯發明的結構與今日的彈子鎖非常接近。舊式高防盜的鎖需要配合重達兩磅的鑰匙，但憑這一連串發明，高防度鎖的鑰匙已縮減至幾十克重，奠定現代機械式保安的基礎。
往後，雖然彈子鎖多次被鎖匠挑戰開啟，但彈子鎖的原理仍深受重視，美國、北歐、以色列均有公司不斷研發新款彈子鎖，阻止鎖匠把它打開。現代大型鎖具公司，亦只是憑創辦人發明出一款新式彈子鎖的原理，而足以建立跨越全球的業務，反映彈子鎖的潛在市場規模。

## 設計
彈子鎖通常在筒式鎖內使用。筒式鎖的中央是一個筒狀的洞，內放有筒狀鎖芯（Plug）。開啟時，鎖芯要能夠旋轉。
鎖芯中間是供放入鑰匙的槽，槽的一端開放用來放入匙，未端是一個槓桿。當鑰匙完全插入時，槓桿把一個栓收入，讓鎖芯有機會轉動。槽的上方有突出的部份，防止下彈子（key pins, 亦稱下彈簧或下珠）掉下，亦增加以工具開鎖的難度。鎖芯的上方有五至六個小洞，成一直線，用來放置長短不一的下彈子。下彈子的下方呈球狀，讓插入的鑰匙能夠輕易通過。
每個下彈子的上方是相對應的平頭彈子（driver pins，亦稱上彈簧或上珠）。平頭彈子由彈簧向下壓。簡單的鎖每個下彈子只配有一個平頭彈子。較複雜的鎖（例如可以用多條匙開啟的鎖）在下彈子上會有超過一個平頭彈子。鎖的外殼有數條垂直坑，用來放置平頭彈子及彈簧。
裝配彈子鎖時，各彈子被彈簧向下壓入鎖芯。鎖芯與外殼相接的地方叫截點（shear point）。把合適的鑰匙插入鎖芯後，各彈珠被鑰匙的齒推向上，彈珠之間的縫正好全在截點，於是鎖芯可以旋轉，鎖亦能打開。把鑰匙拔出後，各彈珠掉下，攔在截點之上，鎖芯便不能旋轉。
有些鎖可以用主匙（Master Key，亦稱百合匙）開啟。這種鎖內裝有兩組平頭彈子，造成兩個截點。其中的一個截點是給主匙開啟，同一組鎖都會一樣。另一個截點則是每個鎖都不同，只能用獨一的匙來開啟。

## 開鎖方法
要解開彈子鎖，可以先用扭力扳手（Tension Wrench）向鎖芯施加轉動的扭力，然後以針狀的開鎖器（Lock Pick）把鎖簧或彈子逐顆向上推，直至全部都與截點對齊。通常鎖芯內的彈子不會是完完全全成一直線。在扭力下只有其中一顆最受力頂著鎖芯。當這顆彈子被推至合適的高度時，鎖芯便會再稍為轉一丁點，直至被另一彈子銷著。當所有彈子的高度都對齊，扭力扳手便可以打開鎖。有時開鎖匠亦會先以開鎖器在鎖內快速大力向外拉，把各彈子向上推；這樣間中或會把部份的彈子自動推到合適的高度時，以減少開鎖的時間。
有些簡單的掛鎖只有兩至三顆彈子，而且鎖芯只需要轉1/8圈就能開啟。有經驗的鎖匠可以無需扭力扳手和開鎖器，只要用安全別針就能開啟。但亦有些結構良好的彈子鎖內有各種特別裝置，令開鎖器難以將彈子推至正確高度。
另一種能夠非常快開啟彈子鎖的方法，是以震動式開鎖槍，或者「撞匙」（Bump Keys）來推開彈子。兩種工具的原理都是一樣：在下彈子之下插入工具，快速地同時向上撞，此時下彈子會撞向彈子，令上彈子在極短時間內被拋高，只要掌握上、下彈子的瞬間分離，即可把彈子鎖打開。此方法能令人在無技術訓練下，打開大量彈子鎖，曾在世界各地引起關注，為了防止這種開鎖方法，有些鎖在鎖芯內另有一條鎖，要以鑰匙上適合的的坑推開才能旋轉。

## 外部連結
- 耶魯鎖公司關於彈子鎖結構發明